# Бозе-газ
Идеальный бозе-газ — квантовомеханический аналог классического идеального газа. Газ состоит из бозонов — частиц, имеющих целый спин и подчиняющихся статистике Бозе — Эйнштейна. Шатьендранат Бозе создал статистическую механику для газа фотонов, а Альберт Эйнштейн развил её для описания массивных частиц. Он также осознал, что идеальный газ бозонов, в отличие от классического идеального газа, должен при низких температурах образовывать конденсированное состояние — так называемый конденсат Бозе — Эйнштейна.